# Ślepowron (herb szlachecki)
Ślepowron – polski herb szlachecki, noszący zawołania Bojno i Bujno. Herb występował głównie na Mazowszu, Podlasiu i Rusi oraz w ziemi lubelskiej. Spośród najbardziej znanych rodów pieczętujących się herbem Ślepowron, należy wymienić Pułaskich i Krasińskich.
Ślepowrona używali też Zygmunt Krasiński, Kazimierz Pułaski i Ignacy Skorupka.

## Opis herbu

### Opis historyczny
Kasper Niesiecki, podając się na dzieła historyczne Bartosza Paprockiego, Szymona Okolskiego i Marcina Bielskiego, opisuje herb: 

Barkiem prosto do góry podkowa stoi, na niej krzyż, na krzyżu Kruk czarny trochę wspięte do lotu mając skrzydła, w prawą tarczy obrócony, w pysku złoty pierścień trzymając, pole tarczy błękitne, podkowa biała, na hełmie nad koroną takiż kruk.

### Opis współczesny
Opis skonstruowany współcześnie brzmi następująco:
Na tarczy w polu błękitnym, kruk z pierścieniem złotym w dziobie, stojący na złotym kawalerskim krzyżu, wspartym na barku srebrnej podkowy.
W klejnocie taki sam kruk z pierścieniem.
Labry herbowe błękitne, podbite srebrem.

## Geneza

### Najwcześniejsze wzmianki
Najstarszą pieczęć z wizerunkiem herbu Ślepowron stwierdzono na, pochodzących z 1352 roku, dokumentach Jana wojewody sandomierskiego. Pierwsza zapiska sądowa pochodzi z roku 1389.

### Etymologia nazwy herbu
Nazwa herbu Ślepowron sugeruje, że w godle herbu powinien być ukazany wizerunek ptaka z rodziny czaplowatych – ślepowrona zwyczajnego (występującego również i w naszej szerokości geograficznej). Tymczasem we wszystkich herbarzach w godle herbu widnieje kruk. Tę sytuację wyjaśnia Bartosz Paprocki w Gniazdo Cnoty, zkąd herby Rycerstwa Polskiego swój początek mają, tym że nazwa herbu Ślepowron pochodzi od nazwy miejscowości Ślepowrony, będącej własnością rodziny Korwin-Piotrowskich, których zaś herb był połączeniem motywów z herbów małżeńskich Korwinów herbu Korwin i Piotrowskich herbu Pobóg . A zatem to kruk, inaczej Korwin (z łac. – Corvus corax) stał się ptakiem herbowym zespolonego herbu Korwin-Piotrowskich, właścicieli wsi Ślepowrony.
Według opinii niektórych heraldyków herb Ślepowron mógł powstać poprzez połączenie herbów Pobóg i Korwin, inni sugerują, że mógł wyewoluować z połączenia herbu Kruk (nieużywanego już osobno w XIX w.) z herbem Pobóg.

## Herbowni

### Lista Tadeusza Gajla
Lista herbownych w artykule sporządzona została na podstawie wiarygodnych źródeł, zwłaszcza klasycznych i współczesnych herbarzy. Należy jednak zwrócić uwagę na częste zjawisko przypisywania rodom szlacheckim niewłaściwych herbów, szczególnie nasilone w czasie legitymacji szlachectwa przed zaborczymi heroldiami, co zostało następnie utrwalone w wydawanych kolejno herbarzach. Identyczność nazwiska nie musi oznaczać przynależności do danego rodu herbowego. Przynależność taką mogą bezspornie ustalić wyłącznie badania genealogiczne.
Pełna lista herbownych nie jest dziś możliwa do odtworzenia, także ze względu na zniszczenie i zaginięcie wielu akt i dokumentów w czasie II wojny światowej (m.in. w czasie powstania warszawskiego w 1944 spłonęło ponad 90% zasobu Archiwum Głównego w Warszawie, gdzie przechowywana była większość dokumentów staropolskich). Lista nazwisk znajdująca się w artykule pochodzi z Herbarza polskiego, Tadeusza Gajla (992 nazwisk). Występowanie na liście nazwiska nie musi oznaczać, że konkretna rodzina pieczętowała się herbem Ślepowron. Często te same nazwiska są własnością wielu rodzin reprezentujących wszystkie stany dawnej Rzeczypospolitej, tj. chłopów, mieszczan, szlachtę. Jest to jednakże dotychczas najpełniejsza lista herbownych, uzupełniana ciągle przez autora przy kolejnych wydaniach Herbarza. Tadeusz Gajl wymienia następujące nazwiska uprawnionych do używania herbu Ślepowron:
|  | Adziewicz, Andziewicz, Audziewicz, Auxtul, Awdziewicz. Bagieński, Bagiński, Bagnicki, Bańkowski, Baraniecki, Barański, Barszczewski, Bejnarowicz, Berdowski, Berliński, Bernikowicz, Bibełowicz, Biernikowicz, Bigoszewski, Bogiński, Bogucki, Bogulski, Bogumirski, Bogusławski, Bohniski, Bojnarowicz, Bojnicki, Bolejsza, Boleski, Bolesza, Bonasewicz, Bonasiewicz, Bonaszewicz, Borewicz, Borzymowski, Boski, Bossowski, Brański, Bratkowski, Broleński, Bronicki, Broszkowski, Brotkowski, Browiński, Brudkowski, Bruszewski, Brużewicz, Brzeski, Brzostowski, Brzozowski, Brzuchowicki, Brzuchowiecki, Buceń, Buchowiecki, Buczeń, Buczyński, Bujalski, Bujanowski, Bujkowski, Bujnicki, Bujniewicz, Bujno, Bujwen, Bujwid, Bukon, Bułajski, Burnicki, Burnys, Butrymowicz, Buywid, Bystry, Bystrym, Byszakowski. Caziński, Cedziński, Cetnerowski, Chaliński, Charbowski, Chądzyński, Chełmoński, Chodorowski, Chodzewski, Chojnowski, Choynowski, Chryzoln, Chrzanowski, Chrzczonowicz, Chrzczonowski, Chudol, Chudoli, Chudzewski, Ciarnowski, Ciecianiec, Ciecierski, Cieciorski, Ciezierski, Ciprski, Cyprski, Czaczkowski, Czajkowski, Czapkowski, Czarnocki, Czarnomski, Czarnowski, Czartoszewki, Czaykowski, Czeczerski, Czekotowski, Czepkowski, Czerwiakowski, Czykalski. Dachnowski, Daczewski, Danowski, Darowski, Dąbrowski, Demby, Deszczyński, Dęby, Dobrowlański, Dobrowolski, Dobrski, Dowdorowicz, Dowgint, Dowkont, Drachowski, Drągowski, Drąsutowicz, Drążewski, Drodzieński, Drongutowicz, Dronsutowicz, Drozdziński, Drożeński, Drożewski, Drużbicz, Drużyński, Drygalski, Dubiski, Duchna, Duchnowski, Dudarewicz, Dudorowicz, Dugosz-Wykrzykowski, Dworak, Dworakowski, Dyakowicz, Dybowski, Dziadkowski, Dziczkaniec, Dziekuński, Dziewiecki, Dzięcielski, Dzięczyński, Dziwulski. Fabowicki, Falęcki, Faśkiewicz, Fedorowicz, Fiałkowski, Fijałkowski, Filichowski, Filipowski, Filochowski, Flerianowicz, Florjanowicz, Foczyński, Frankowski, Frąckiewicz, Fulkowski, Fułkowski. Gadomski, Gajewski, Galczewski, Gallilewicz, Gałczewski, Garbaszewski, Garczyński, Gawkowski, Gawlikowski, Gawroński, Gąsiewski, Gąsiorowski, Gąsowicz, Gąssowski, Gerlach, Gęsicki, Gęsiewski, Giegnatki, Giegniątko, Gierdziejewski, Gierlach, Girdwojń, Girdwoyń, Giryłowicz, Glinka, Glińka, Gliński, Głuchowski, Głuszczyński, Głuszyński, Głyszyński, Gniazdowski, Goczanowski, Golimont, Golimunt, Golinowicz, Golmont, Gorka, Gorodelski, Gorski, Gosiewski, Goś, Gozdziewski, Goździewski, Górnicz, Górski, Groblewski, Grochowarski, Grodecki, Gronkowski, Gronostajski, Grotowski, Gruszecki, Gryziewicz, Gumkowski, Gumowski, Gutkowski, Gutowski, Gutt, Gwinczewski. Hałuszczyński, Harbaszewski, Harbowski, Hładunowicz, Hoffman, Horbaszowski, Horn, Horodyński, Horodziński, Hościło, Hrunicki. Idzikowski, Idziński, Idźkowski. Jaczyński, Jagniątko, Jagodyński, Jagodziński, Jagoszewski, Jaguszewski, Jaka, Jakka, Janiszewski, Jankiewicz, Janowski, Jarczowski, Jarmusz, Jarmuszewski, Jaruszelski, Jaruzelski, Jarużelski, Jasiewicz, Jasiewski, Jastrzębski, Jasuda, Jasudajtis, Jasudowicz, Jaszewski, Jeruzalski, Jezierski, Josiewski, Jórski, Junkiewicz, Jurewicz, Jurgielewicz, Jurgielewski, Jurjewicz, Jurkiewicz, Jurski, Jursza, Jurzyn, Juszkiewicz, Juszkowicz, Juściński. Kabaszewicz, Kabok, Kabot, Kalenczyński, Kaleński, Kalinowski, Kaliński, Kaluchniewicz, Kałęczyński, Kamieński, Kamiński, Kamocki, Karnecki, Karp, Karulewski, Karwowski, Kasperowicz, Kącki, Kątski, Kępkowski, Kidycki, Kierbedź, Kierbiedź, Kijuć, Kimejć, Klimaszewski, Klimkowski, Klimowicz, Klis, Klusza, Kłopotowski, Kłoskowski, Kobylański, Kobyleński, Kobyliński, Kochański, Kochnowski, Kochowicz, Kokoszczyński, Kokoszyński, Kolnarski, Kołmasz, Komarczewski, Komarczowski, Komarzewski, Komecki, Komocki, Komorowski, Komuński, Kończyński, Kończyski, Kopcewicz, Kopciewicz, Kopczyński, Korbedź, Kordecki, Korodziowski, Korwin, Korwin-Milewski, Korwin-Piotrowski, Kosacki, Kosakiewicz, Kosakowski, Kossacki, Kossak, Kossakiewicz, Kossakowski, Kostecki, Kostka, Kostro, Kostrowski, Kościanka, Kowalski, Kownacki, Koziarski, Kozłowski, Kozubski, Krakowski, Krakówka, Krapowski, Krasiński, Kraskowski, Krasowski, Krassowski, Krażyński, Krokowski, Kropiwnicki, Kroszczyński, Krukowski, Krupiański, Krupnicki, Kryński, Krzemieniecki, Krzemieniewski, Krzeski, Krzewski, Krzymowski, Krzyżewicz, Księżopolski, Kuczecki, Kuczkiewicz, Kuczkowicz, Kuczkowski, Kuczyński, Kudelski, Kudyński, Kukowski, Kuksinowicz, Kukszyn, Kulesza, Kuleszka, Kuleszyński, Kuliczkowski, Kulka, Kulmanowski, Kumkowski, Kurakowski, Kurkowski, Kurmin, Kurowski, Kurp, Kurpiewski, Kuszelewski, Kuźma, Kwira, Kwiro. Lachowski, Lamiecki, Laniecki, Laudański-Steczwiłło, Lawdbor, Ledowicz, Lenarski, Lenart, Lenartowicz, Leniewicz, Leontowicz, Lewandowski, Lewgowd, Leźnicki, Leżnicki, Ligiejko, Ligocki, Likowski, Liniewicz, Lipczyński, Lipiak, Lipink, Lipnicki, Lisogórski, Lisowski, Lissowski, Litoszewski, Lubowicki, Lutko, Lutomierski, Lutomirski, Lutosławski. Ładnowski, Łajszczewski, Łajszewski, Łaniecki, Łapiński, Łaszczewski, Łaściszewski, Ławrynowicz, Łącki, Łędzki, Łopatecki, Łopatyński, Łopuski, Łopuszeński, Łowicki, Łowiecki, Łowkiański, Łowmiański, Łoza, Łuczyński, Łuczyski, Łuk, Łukanowski, Łuniewski, Łupianka, Łupieński, Łupiński, Łykoski, Łykowski. Macerna, Maciański, Mackiewicz, Maleciński, Maleszewski, Malewski, Malinowski, Maliński, Małujewicz, Marecki, Markiewicz, Markowski, Marmakiewicz, Maszczybrodzki, Matański, Matecki, Maternicki, Matusiewicz, Matuszewicz, Medeniecki, Meduniecki, Meduniewski, Medyniecki, Meleniewski, Melkowski, Miakowski, Mianowski, Miełkowski, Mierkowski, Mieroszewski, Mieroszowski, Mikłaszowski, Mikucki, Mikuta, Milejko, Milejkowicz, Milejkowski, Milewski, Mileyko, Milkiewicz, Milkowski, Miłejko, Miłkowski, Miłobęcki, Miłobędzki, Miłodroski, Miłodrowski, Mimojń-Staszyński, Minichowski, Minkiewicz, Minowski, Mirkowski, Mironowski, Miroszewski, Miroszowski, Misiński, Miskiewicz, Mitkiewicz, Mitkowicz, Młodocki, Młodziejewski, Młodziejowski, Młożewski, Młożowski, Mnichowicz, Mnichowski, Mochelski, Moczulski, Moczydłowski, Mokowski, Mołożewski, Moncewicz, Moraszczeński, Morohowski, Morokowski, Morozowski, Morszkowski, Morzewski, Morzkowski, Morzydło, Mosicki, Mosiecki, Mościcki, Mościeczny, Mrokowski, Mrowczewski, Mrzeski, Mrzewski. Naborowski, Naddolski, Nadolski, Nadulski, Nahumowicz, Nartowski, Nasierowski, Nasiłowski, Nasiorowski, Nasurowski, Nasutowski, Naszarkowski, Niecikowski, Niekrasz, Niekraś, Niemierka, Niesiorowski, Niestoimski, Niestojemski, Norwiłło, Norwiło, Nosek, Nowakowski, Nowicki, Nowodzielski, Nowosielecki, Nowosielski, Nowosilski. Ocicki, Oczko, Oglęcki, Oględzki, Oksztul, Olizarowicz, Olszański, Olszewski, Oskrzeszewski, Ostrowski, Oxtul. Pabrez, Pabreża, Pacewicz, Padlewski, Pański, Papa, Papieński, Papiński, Paszkowski, Paszyński, Pawliński, Pawłowski, Paździerski, Pensa, Penski, Peński, Perka, Perkowski, Petrozelin, Petrozolin, Pęsa, Pęski, Pęza, Piątkowski, Pienicki, Pieniecki, Pietnicki, Piętka, Pigienicki, Piniński, Piotrowski, Pióro, Pisarzewski, Piski, Piskowski, Piszkowski, Pleskaczewski, Plewiński, Pluciński, Płuszczewski, Pniewski, Podczaski, Podernia, Pokłoński, Połaski, Pomianowski, Popławski, Porowski, Porzecki, Potyralski, Powiatowski, Prątnicki, Prosiński, Proszyński, Przełomiński, Przełomski, Przesmycki, Przestrzelski, Przestrzeński, Przewłocki, Przezdziecki, Przyborowski, Przyłucki, Przyłuski, Przysiorowski, Puchalski, Pudernia, Pugalski, Puklicz, Pulikowski, Pułacki, Pułaski, Puławski, Puzielewicz, Pyszkowski. Racewicz, Raciborski, Racyborski, Raczyński, Radwiłłowicz, Radwiłowicz, Rajczyński, Rajkiewicz, Rajzner, Rakowski, Ramański, Ramocki, Ratyński, Raykiewicz, Rączka, Rejmer, Relidzyński, Rembowski, Remidowski, Reżanowicz, Rębowski, Rodliński, Rogalski, Rogowski, Roliński, Roman, Romański, Romaskiewicz, Romaszka, Romaszkiewicz, Romaszko, Romaszkowicz, Romejko, Romeyko, Romocki, Ropalski, Rosalski, Rosiński, Rossalski, Rostocki, Roszeyko, Rozanowicz, Rozbicki, Rozewski, Rożanowicz, Rożnowski, Rudziewski, Rumocki, Rutkowski, Ruzanowicz, Rybałtowski, Rybczyński, Rybicki, Rycharski, Rychliński, Ryczywolski, Rymejko, Rymejkowicz, Rymiński, Rymkiewicz, Rząca, Rzączyński, Rzekiecki, Rzońca. Samecki, Sarnacki, Sarnecki, Sarnicki, Sarnowski, Satkiewicz, Sawicki, Sczucki, Sergijewski, Sęczykowski, Siderkiewicz, Siedmiogrodzki, Siehiejewicz, Sieklucki, Sierhejewicz, Sierhijewicz, Sierzchowski, Sikorski, Simonowicz, Sipniewicz, Sipniewski, Siromski, Skibniewski, Skobejka, Skobejko, Skorubko, Skorupka, Skorupko, Skotnicki, Skrodzki, Skrzetuski, Skwierczyński, Skwirczyński, Sławek, Sławiński, Sławomier, Słogocki, Sługocki, Smereczyński, Snacki, Sniciński, Sobolewski, Sokołowski, Sokowicz, Sołomiejewicz, Songajło, Sowiński, Spadowski, Spandowski, Spądowski, Spendowski, Spędowski, Sroczyński, Stachowski, Stalewski, Stański, Starzyński, Staszyński, Stąpaczewski, Strzelbicki, Styrbiński, Subczyński, Suchodolec, Suchodolski, Suchopiątek, Suchorzyński, Suchożyński, Surewicz, Surwiłło, Symborski, Symonowicz, Symunowicz, Synowicz, Syromski, Syrunowski, Szabuniewicz, Szandurowski, Szatyński, Szczepowski, Szczucki, Szemborski, Szemet, Szempleński, Szemplewski, Szempliński, Szepel, Szepelski, Szepietowski, Szeptyc, Szerenos, Szeronos, Szklarski, Szlubowski, Szmaniewski, Szmigier, Szmigiero, Szmurło, Szuliborski, Szumanowski, Szumbarski, Szuplewicz, Szwander, Szymanowski, Szymański, Szymborski, Szymkiewicz, Szymonowski. Śkwierczyński, Śladowski, Ślepowroński, Ślubowski, Śniciński, Śnieciński, Świderski, Święcki. Taliszewski, Taraskowski, Taraszkowski, Tatarowski, Tecianiec, Teodorowicz, Terajewicz, Terajowicz, Terejewicz, Tietianiec, Topczewski, Treblicki, Trębicki, Trojnicki, Truskolaski, Truskolawski, Truskoleśny, Truskowski, Truszkowski, Trzciński, Trzyciński, Trzyszczyński, Twerjanowicz, Tyborowski, Tychowski, Tyrkszlewicz, Tyszarski. Ugoski, Ujazdowski, Ukrym, Ukryn, Uziemski. Wałkanowski, Warszycki, Wasianowicz, Wawrzecki, Wąsowicz, Wąsowicz-Dunin, Wąż, Wdziekuński, Wendrychowski, Werchracki, Werchratski, Wereszczatyński, Werycha, Weryha, Wębrychowski, Wędrychowski, Widmont, Wiercieński, Wierciński, Wierzbicki, Wierzchowski, Wilkołęski, Wilkowski, Wiszczycki, Wiszniowski, Wiścicki, Wocianc, Wocianiec, Wojdyłło, Wojdyło, Wojno, Wojsiatycz, Wolański, Wolęcki, Wolski, Woyno, Wrocki, Wronicki, Wroniecki, Wróblewski, Wróżbita, Wścieklica, Wyczałkowski, Wyczołkowski, Wyganowski, Wygnański, Wykrzykowski, Wyrzykowski, Wyskowski, Wyszkowski, Wyżykowski. Zabawski, Zabierzowski, Zaborowski, Zafataj, Zaleceli, Zaleciłło, Zaleski, Zankowicz, Zapaśnik, Zarzycki, Zatorski, Zatowicz, Zaturski, Zawadzki, Zawałkiewicz, Zawidzki, Zawidzski, Zawisłowski, Zawodzki, Zbikowski, Zbyszyński, Zegzdro, Zelachowski, Zembocki, Zembowski, Zera, Zębocki, Zieleński, Zieleźnicki, Zieliński, Ziemborski, Zimnoch, Złotogórski, Zuk, Zyłłok-Kamieński, Zyra. Żak, Żarow, Żelachowski, Żelechyński, Żeleźnicki, Żelkowski, Żera, Żero, Żerów, Żmiejewski, Żmiejowski, Żmijewski, Żmijowski, Żubrawski, Żuchawiecki, Żuchowiecki, Żuk, Żukowski, Żyłłok, Żyra. Tadeusz Gajl, Herbarz Polski |

### Pozostałe nazwiska
Marek Woliński w swoim herbarzu Herbarz szlachty łukowskiej na Lubelszczyźnie, wydanym w 2017 roku, zawarł również następujące nazwiska; Bartoszowicz, Bieniak, Boruta, Borutch, Borzym, Budziak, Budzisz, Budziszek, Budzonek, Daćbóg, Dominik, Dworzyc, Dworczyk, Gołąb, Gontarcik, Guzio, Jakubowicz, Kiechnik, Kopeć, Korczyk, Kosiorek, Kuchnik, Kuzik, Kuzin, Leszkowicz, Leśkowicz, Marcinowicz, Michoń, Miklas, Miklasik, Miklasz, Mikłus, Niedźwiedź, Okniński, Olszewiak, Pawelczyk, Pawełczyk, Perka, Piasecki, Pisarczyk, Przedwieski, Purgał, Purgas, Puszcz, Puzyk, Rafałowicz, Sikora, Skarczyk, Skowroński, Smolicz, Smolarczyk, Smolisz, Stary, Symanik, Szymanik, Tawczyński, Traczyk, Twardo, Wyrobnik, Zycuk, Zysuk, Żychowicz.
Jury Łyczkowski, na swojej stronie dotyczącej heraldyki, wspomina również o nazwiskach Bołwanowicz, Bujko, Chojnicki, Drozdowski, Dryżyński, Dzierożyński, Giędzwił, Horkusz, Hornicz, Hurko, Iuszkowski, Lewaszkiewicz, Opoka, Parak, Pieślak, Szmidt, Szwyderski, Woyciechowski, Wyrzkowski, Złotogorski, Złotogurski, Zmiejewski, Zwierowicz .

## Odmiany
| Odmiany herbu Ślepowron |

## Galeria

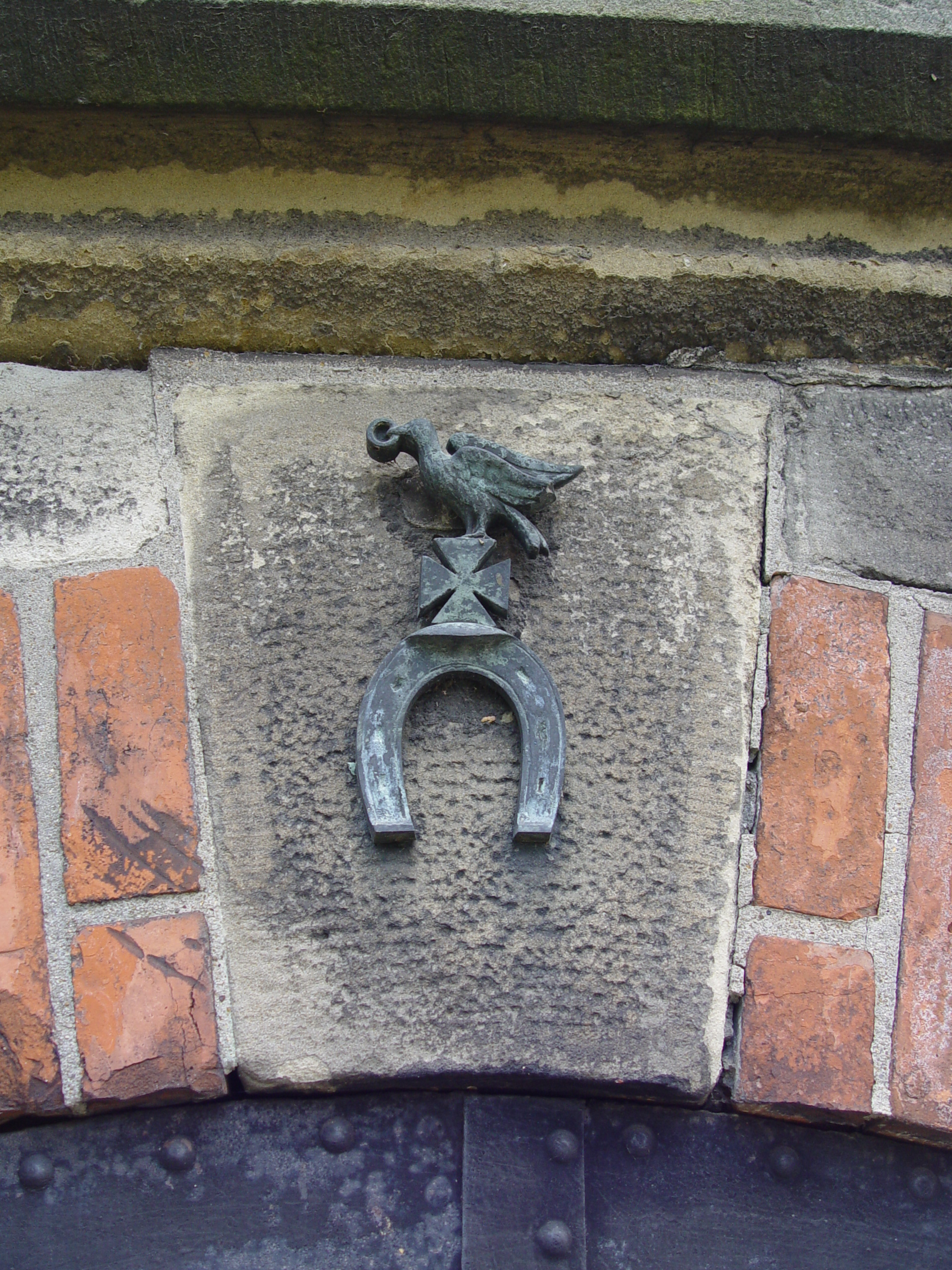
Ślepowron na kaplicy grobowej rodziny Jastrzębskich
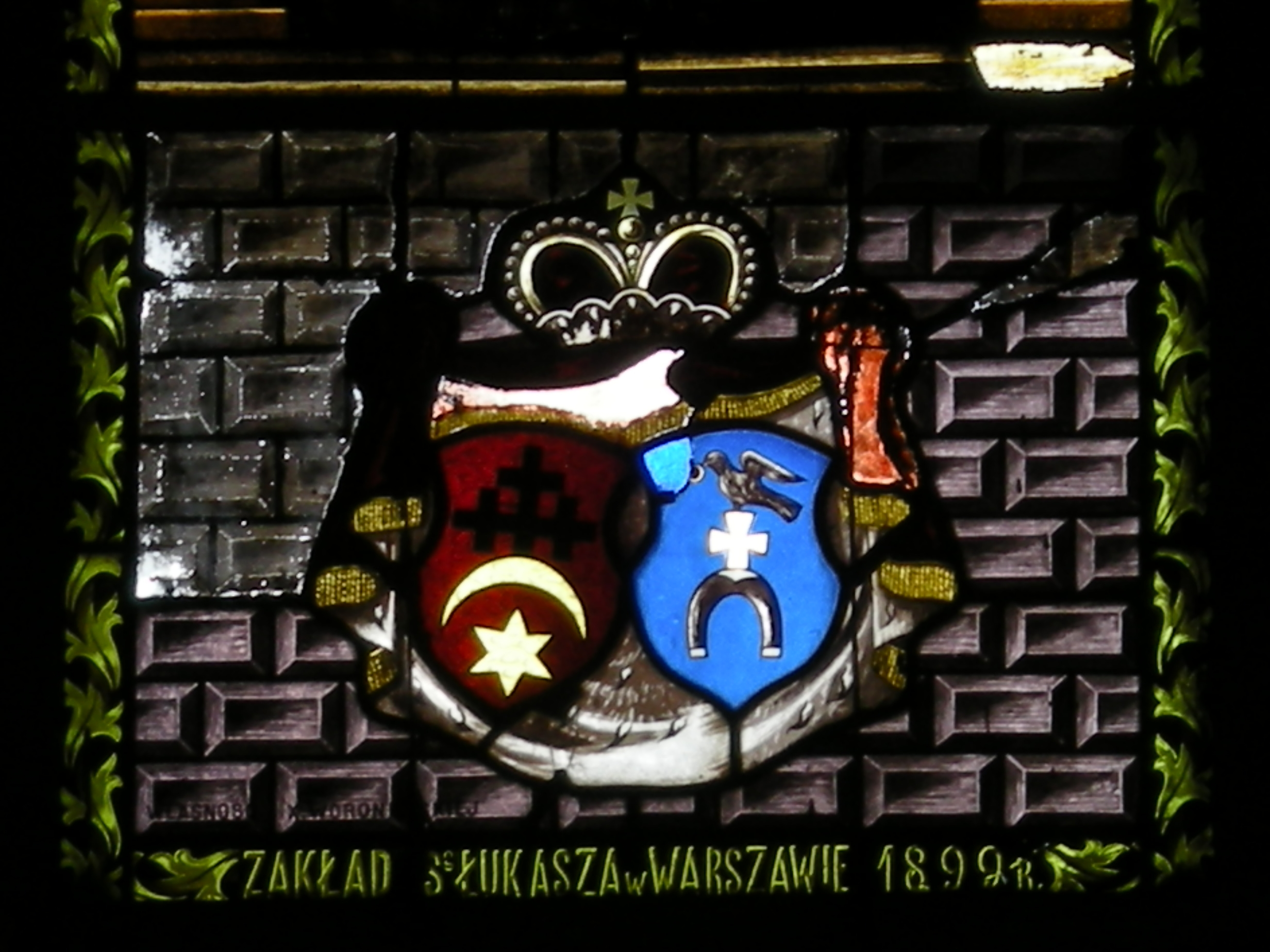
Witraż z herbami Korybut i Ślepowron
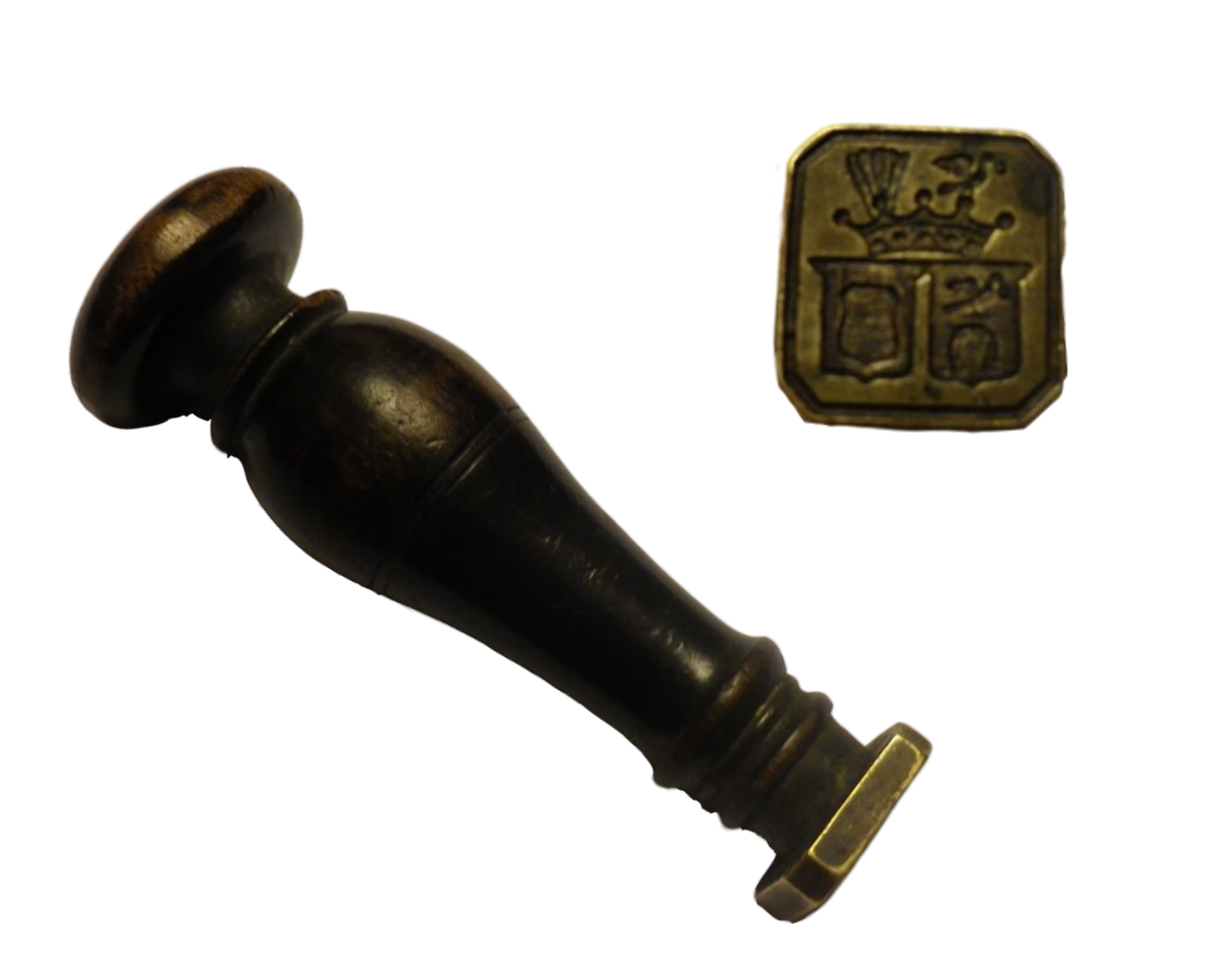
Pieczęć małżeńska z herbami Ślepowron i Janina
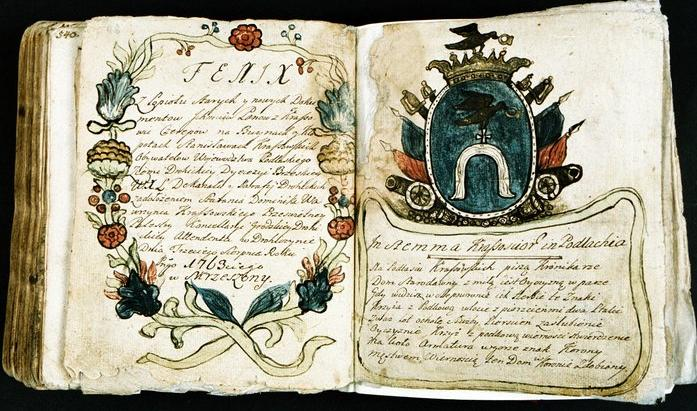
Silva Rerum rodu Krassowskich z herbem
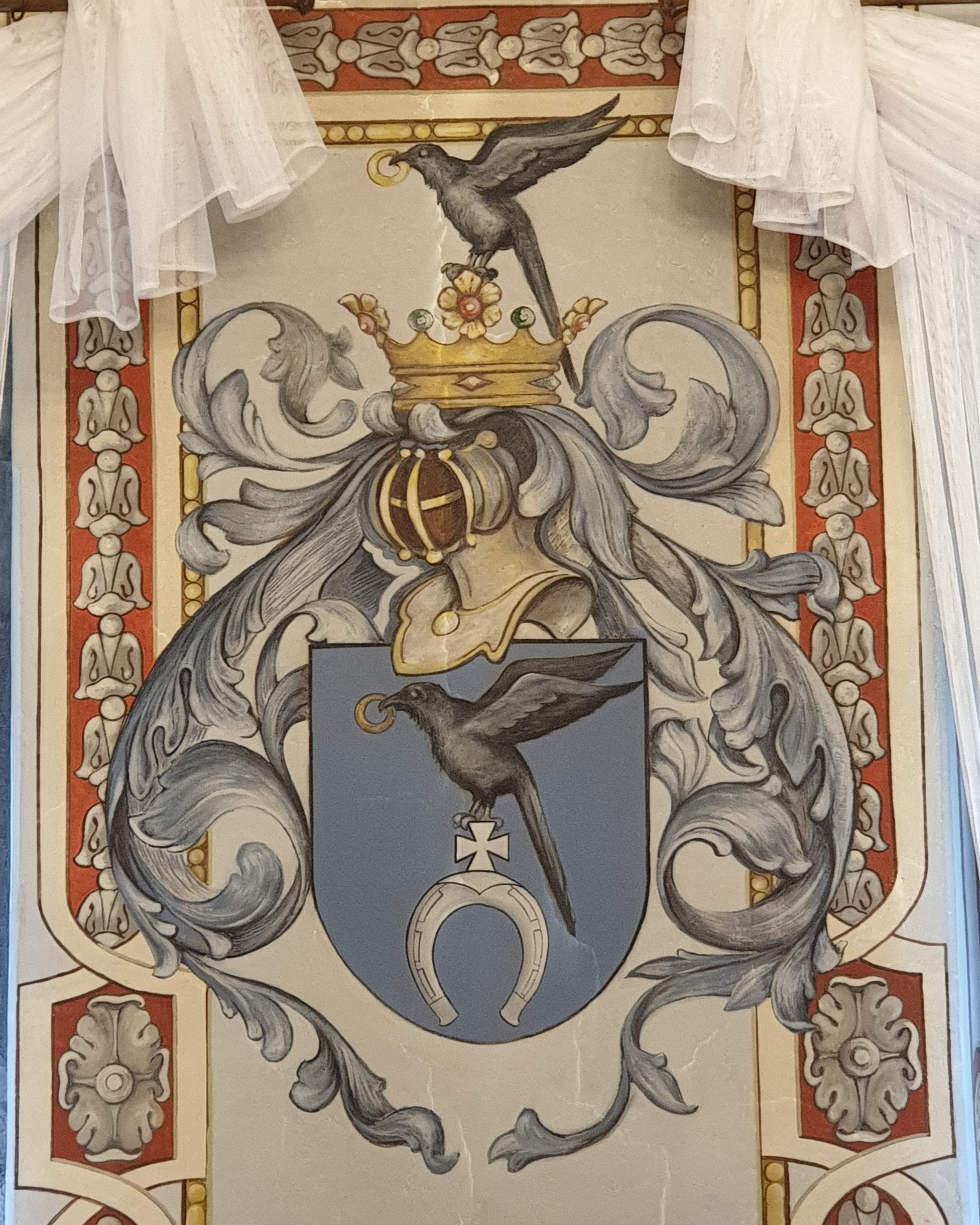
Ślepowron w Pałacu Mieroszewskich w Będzinie